# Triglochin triglochinoides
Triglochin triglochinoides là một loài thực vật có hoa trong họ Juncaginaceae. Loài này được (F.Muell.) Druce miêu tả khoa học đầu tiên năm 1916.